# نیروگاه حرارتی بندرعباس
نیروگاه حرارتی بندرعباس (استان هرمزگان، ۱۲ کیلومتری غرب بندرعباس در مجاورت دریا و همسایگی روستای خونسرخ، بهره‌برداری ۱۳۵۹)، یکی از نیروگاه‌های ایران از نوع حرارتی با ظرفیت تولید ۱۳۳۰ مگاوات است که شامل ۲ مجموعهٔ نیروگاهیِ بخار و گازی جدا از هم است.
ظرفیت تولید نیروگاه بخار ۱۲۸۰ مگاوات، شامل ۴ واحد بخار ۳۲۰ مگاواتی است و ظرفیت تولید نیروگاه گازی ۵۰ مگاوات، شامل ۲ واحد گازی ۲۵ مگاواتی است.
پست برق نیروگاه  شامل پست ۶۳، ۲۳۰ و ۴۰۰ کیلوولت است.

## نیروگاه بخار
نیروگاه بخار با ظرفیت تولید ۱۲۸۰ مگاوات است که شامل ۴ واحد بخار ۳۲۰ مگاواتی تیپ wg7R1g5402-5401 ساخت شرکت ایتالیایی فرانکو توزی است. نیروگاه بخار ساخت شرکت جی. ای. ئی ایتالیا است.
سوخت اصلی این نیروگاه مازوت و نفت گاز (گازوئیل) است و سوخت پشتیبان آن گاز طبیعی است که گازوئیل در ۲ مخزن مجموعاً به ظرفیت ۱ میلیون لیتر و مازوت در ۶ مخزن مجموعاً به ظرفیت ۱۰۸ میلیون لیتر ذخیره‌سازی می‌شود.
این نیروگاه در سال ۱۳۵۹ و فاز دیگر آن در سال ۱۳۶۴ به بهره‌برداری رسید.

## نیروگاه گازی
نیروگاه گازی با ظرفیت تولید ۵۰ مگاوات است که شامل ۲ واحد گازی ۲۵ مگاواتی مدل جنرال الکتریک ساخت هیتاچی است. نیروگاه گازی ساخت هیتاچی است و قدرت عملی این نیروگاه ۳۳ مگاوات است.
سوخت اصلی این نیروگاه گاز طبیعی و سوخت پشتیبان آن گازوئیل است.
این نیروگاه در سال ۱۳۸۱ به بهره‌برداری رسید.

## آمار تولید برق و مصرف سوخت نیروگاه در سال ۱۳۹۱

### نیروگاه بخار
طبق آمار سال ۱۳۹۱، مصرف گازوئیل نیروگاه بخار بندرعباس [در سال ۱۳۹۱] ۱۱۳۵ هزار لیتر، مصرف گاز ۶۱۸۶۵۹ هزار مترمکعب و مصرف مازوت ۱۱۹۳۷۳۵ بوده‌است. راندمان ۳۵٫۷ درصد و کارکرد نیروگاه در سال ۶۷۲۸ ساعت که کارکرد نیروگاه در سال طبق درصد ۷۶٫۶ درصد بوده‌است.

### نیروگاه گازی
طبق آمار سال ۱۳۹۱، مصرف گازوئیل نیروگاه گاز بندر عباس [در سال ۱۳۹۱] ۲۹۱ هزار لیتر، مصرف گاز ۱۸۰۵۷ هزار مترمکعب و راندمان ۲۲٫۸ درصد و کارکرد نیروگاه در سال ۱۹۸۷ ساعت که کارکرد نیروگاه در سال طبق درصد ۲۲٫۶ درصد بوده‌است.